# Explorer 58
Explorer 58, conocido también como AEM-A (Applications Explorer Missions A) y como HCMM (Heat Capacity Mapping Mission) fue un satélite artificial de la NASA dedicado al estudio térmico de la superficie terrestre. Fue lanzado el 26 de abril de 1978 mediante un cohete Scout desde la Base Aérea de Vandenberg hacia una órbita heliosincrónica.

## Objetivos
El objetivo de Explorer 58 era realizar estudios térmicos de la superficie terrestre.

## Características
Explorer 58 se estabilizaba mediante giro a 14 revoluciones por minuto y consistía de dos módulos:
- un módulo con los instrumentos, en el que se hallaba el radiómetro de cartografía por capacidad calorífica
- un módulo base, con los sistemas de control de datos, energía, comunicaciones, comandos y actitud

El satélite no tenía capacidad para almacenar los datos, por lo que tenían que ser enviados en tiempo real cuando estaba al alcance de una de las siete estaciones de recepción.
Las operaciones con el satélite finalizaron el 30 de septiembre de 1980 y reentró en la atmósfera el 22 de diciembre de 1981.